# Brian Kinsey
Brian Kinsey (sinh ngày 4 tháng 3 năm 1938) là một cựu cầu thủ bóng đá người Anh thi đấu ở vị trí hậu vệ trái ở Football League.